# Fallen London
Fallen London es un juego narrativo interactivo desarrollado por Failbetter Games, una alternativa victoriana de Londres con matices góticos. La franquicia se expandió posteriormente a otros juegos, incluyendo Sunless Sea y su secuela Sunless Skies.
El juego ha estado activo desde octubre de 2009. En junio de 2018, la web recibió una actualización de los gráficos, con un rediseño de página, así como una mejor escala en los dispositivos y la integración de HTTPS.

## Historia
Hace cuarenta años Londres, la primera ciudad del Imperio Británico, se convirtió en la quinta ciudad atrapada dentro del Neath -una vasta caverna debajo de la tierra. Las calles de la ciudad se retorcieron en un laberinto que se centraba en el Bazar Echo, que reúne todo el comercio y codicia historias de amor. Mientras Londres conserva a un monarca, un parlamento y al alcalde, el verdadero poder radica en los Maestros del Bazar- seres inhumanos encapuchados que supervisan los dominios del comercio y promulgan misteriosas agendas. Incluso las leyes físicas pierden importancia más allá de la luz solar; Ya no se pueden confiar en los relojes y mapas, las ratas y los gatos, tanto las lenguas como las colas, y la muerte suele ser un inconveniente temporal, aunque al precio de nunca volver a ver la luz del sol.
Mientras que la industria, la pobreza y la clase alta del Londres Victoriano permanecen, estrictas costumbres sociales han sido interrumpidas por extrañas facciones nuevas que vagan por sus calles. El infierno tiene una embajada en la ciudad y comercian con almas, a la consternación de la Iglesia. Artistas y académicos exploran nuevas posibilidades inimaginables antes del otoño. Los pilluelos, los criminales y los revolucionarios se esconden de los agentes en los tejados mientras los conflictos ocultos se despliegan debajo de las sombras y los reflejos. Al otro lado del vasto océano de Unterzee se encuentra el imperio Khanate, el impenetrable Viejo Continente y la isla de Polythreme, que exporta mano de obra de arcilla a Londres.
Los individuos escandalosos son exiliados a las Colonias Tumbas, donde los que no están del todo muertos viven sus últimos días. Los criminales condenados cumplen su condena en la prisión de Newgate, construida en una estalactita entre las estrellas falsas del techo. Los fallecidos temporalmente se encuentran transportados a un barco cerca de la tierra de los muertos. Aquellos que sucumben a las pesadillas y la locura son bienvenidos en el hotel Royal Bethlehem o descienden a un reino de ensueño, Parábola, que está más cerca de Londres que de la superficie y a veces es visible a través de espejos.

## Como se juega
Los jugadores asumen el papel de los recién llegados al metro y se abren camino hacia las diversas actividades legales e ilegales de la ciudad. Los jugadores son gentiles seres de ocio, sondeando los vicios y secretos de Fallen London. No tienen gastos de manutención y, aunque los jugadores pueden elegir una profesión para obtener ingresos periódicos, pueden publicar un periódico, cumplir repetidas sentencias de prisión y alimentar a una planta devoradora de hombres sin dañar su seguridad laboral.
Las estadísticas se utilizan para rastrear las habilidades del personaje del jugador y su posición en las líneas de búsqueda; un personaje puede acumular cientos. Cuatro de estos son los atributos principales del personaje (Vigilante, Sombrío, Peligroso, Persuasivo) y se utilizan constantemente para tener éxito en las acciones, aunque el fracaso también puede aumentar la amenaza correspondiente (Pesadillas, Sospecha, Heridas, Escándalo). Si alguna amenaza se eleva demasiado, el personaje es trasladado a una ubicación lateral (como el exilio en desgracia en las colonias de tumbas por escándalo) para solucionarlo.
El juego no se puede ganar, pero se puede perder. Una línea de misiones para "Buscar el nombre del Sr. Eaten", sobre la obsesión destructiva, requiere que el jugador dañe a su personaje de la misma manera repetidamente, hasta que su finalización deje al personaje permanentemente injugable. El juego requiere que los jugadores opten por esta línea de misiones y les advierte que no lo jueguen.

## Desarrollo
Alexis Kennedy comenzó el desarrollo en solitario de Fallen London como un proyecto amateur en junio de 2009, creando el escenario, construyendo el sitio y escribiendo el contenido inicial. Originalmente, tenía la intención de que el juego fuera una experiencia completamente basada en texto, pero rápidamente se dio cuenta de que el arte mejoraría el proyecto y reclutó a un amigo, Paul Arendt.
"Paul se incorporó porque quería escribir y codificar, pero yo no se dibujar", dice Kennedy. El plan original era pagar directamente a Arendt por su trabajo de ilustración. “Le dije: 'Quiero pagarte porque quiero que esto sea algo profesional'. Él dijo: 'Dame un porcentaje de tus ganancias', y yo dije: '¡Claro, eso es genial! ¡No necesito darte dinero ahora! ¿Pero te das cuenta de que probablemente no vamos a ganar dinero real con eso?' "Hemos recibido un salario durante tres años, así que ... así que funcionó".
El sitio web se lanzó inicialmente en octubre de 2009 como una web completamente gratuita, e introdujo elementos free-to-play en enero de 2010. Kennedy y Arendt reclutaron a varios otros amigos para escribir contenido adicional y, a lo largo de los años, la escritura de Fallen London se convirtió en un esfuerzo colectivo.
Fallen London se basa en el motor StoryNexus de Failbetter. Kennedy ha explicado que la creación de StoryNexus fue la motivación original detrás de la creación de Fallen London. El plan de la compañía era desarrollar StoryNexus como una plataforma abierta, pero luego describió StoryNexus como un "fracaso".

## Lanzamiento
Fallen London fue lanzado en 2009 como un juego de navegador. En 2016 se lanzó una versión de iOS y Android, pero se retiró en 2018.

## Recepción
Fallen London ha recibido críticas positivas, con muchos elogios a su escritura y construcción mundial. Dan Zuccarelli de Gamezebo, calificando el juego como "uno de los mejores juegos de navegador que jamás hayan jugado", señaló la historia "convincente pero no abrumadora" del juego como su característica principal. Adam Smith de Rock, Paper, Shotgun escribió a favor de su estilo de escritura junto con su "entorno inventivo", "lleno de tradición". Señaló que la mayor parte del descubrimiento proviene del jugador que resuelve las cosas por sí mismo.
Emily Short lo encontró "casi exclusivamente sobre el escenario". Ella dio crédito a la calidad de la prosa del juego y su construcción del mundo "razonablemente consistente", aunque pensó que el juego podría usarse para "algo más complicado". Short notó la "molienda" en el juego, pero encontró que la inversión de tiempo diario para jugar el juego era lo suficientemente pequeña como para pasar por alto la "levedad" de su juego.
Sin embargo, Short posteriormente se convirtió en escritor del juego y, a fines de 2019, se unió a Failbetter como director creativo.
El juego ganó el premio "Mejor juego basado en navegador" de The Escapist para el año 2009.

## Otros juegos
Sunless Sea y su secuela, Sunless Skies, son spin-offs roguelike de Fallen London.
El 22 de septiembre de 2018, Failbetter Games lanzó Skyfarer RPG, un juego de rol independiente, ligero y altamente narrativo, de papel y lápiz para acompañar a Sunless Skies.
Tales of Fallen London: The Silver Tree, una precuela de Fallen London, fue lanzado el 23 de octubre de 2012. Silver Tree también es un juego de navegador para elegir tu propia aventura, pero ocurre aproximadamente quinientos años antes de la época de Fallen London y se centra en los eventos que rodearon la caída de la Cuarta Ciudad, Karakorum, capital del Imperio Mongol. Un juego de mesa titulado Knife & Candle (llamado así por el deporte competitivo dentro del escenario que combina elementos de etiqueta y una ola de asesinatos todos contra todos) estaba en desarrollo, pero John Harper declaró que el juego "no llegó juntos".
Failbetter está desarrollando actualmente una nueva novela visual romántica ambientada en el universo de Fallen London llamada Mask of the Rose, que servirá como precuela de los otros juegos de la franquicia.